# Cryptocarya aschersoniana
Cryptocarya aschersoniana är en lagerväxtart som beskrevs av Carl Christian Mez. Cryptocarya aschersoniana ingår i släktet Cryptocarya och familjen lagerväxter. Inga underarter finns listade i Catalogue of Life.